# عيلتنا أقوى
عيلتنا أقوى هو برنامج تلفزيون واقع الأول من نوعه في ليبيا. يتنافس فيه المشاركون على لقب «عيلتنا أقوى» من خلال تحديات في الطبخ، تُقيّم من خلال «الشريكات» والشيف رضا العالم. تُعرض 3 حلقات أسبوعيًّا في شهر رمضان وهو من إنتاج قناة ليبيا الأحرار. اشتهر البرنامج بأسلوب الشيف رضا الحاد مع المشتركات.

## قواعد البرنامج

### شروط الإشتراك العامة[3]
- أن لا يقل عمر المشتركة عن 18 عاما.
- وجود مرافقة للمشتركة من نفس العائلة «أم، عمة، خالة، ابنة عمة، ابنة خالة.. إلخ».[4]
- أن لا يوجد مانع من ظهور المشتركة والمرافقة في البرنامج عبر شاشة ليبيا الأحرار.
- أن لا يوجد مانع من سفر المشتركة والمرافقة إلى إسطنبول، تركيا.

### قواعد الحلقات
المسابقة مؤلفة من 12 حلقة، أول 6 حلقات يتم فيها منح حصانة الحلقة الواحد بعد كل حلقة فردية، تُستبعد عائلتان في كل حلقتين. في آخر ست حلقات يتم تغيير نظام الحصانة والاستبعاد لتُمنح الحصانة فقط للمشتركة التي صمدت لمدة ست حلقات، وتستبعد عائلة واحدة كل حلقة. حصل استثناء في الحلقة 11 من الموسم الخامس بخروج عائلتين بدل عائلة واحدة بطلب من الشيف رضا للمستوى الضعيف المقدم من العائلتين. تُمنح 5 نقاط من كل شريكة، ليكون إجمالي نقاط الشريكات 20، ويمنح الشيف رضا 10 نقاط.

## التصوير
تُصوّر كامل حلقات البرنامج في إسطنبول، تركيا. يستمر التصوير لمدة أسبوعين كاملين، وتقام حلقة تجريبية لا تُعرض للعامة قبل البدء الرسمي في حلقات البرنامج.

## شهرته
اشتهر البرنامج بأسلوب الشيف رضا العالم القاسي مع المشتركات، شُبّه أسلوبه بأسلوب الشيف غوردون رامزي في برنامجه مطبخ الجحيم.

## انتشاره
أعلنت القناة مع نهاية الموس الخامس عن نيتها في توسيع إطار المشاركة في البرنامج ليكون على مستوى الوطن العربي بعد أن كانت المشاركة مقتصرة فقط على الليبيين.

## المواسم
استمر البرنامج لمدة 5 مواسم على التوالي، ومن المخطط عرض المواسم السادس ليكون على مستوى العالم العربي.

## وصلات خارجية
- لقاء برنامج تريندينغ من قناة بي بي سي مع الشيف رضا العالم على يوتيوب.
- الشيف رضا العالم في إي تي بالعربي على فيسبوك.